# Fernando Bastos de Ávila
Fernando Bastos de Ávila SJ (* 17. März 1918 in Copacabana, Rio de Janeiro; † 6. November 2010 in Belo Horizonte) war ein brasilianischer Ordensgeistlicher und Schriftsteller. Er war von 1997 bis zu seinem Tod Mitglied der Academia Brasileira de Letras (Sitz 15).

## Leben
Der Sohn von José Bastos de Avila (* 1888), Hochschulprofessor für Physische Anthropologie in Rio de Janeiro, und Cinira Muniz Freire Bastos de Avila trat 1935 dem Jesuitenorden bei und erhielt die jesuitische Ausbildung in Geisteswissenschaften, Rhetorik und scholastischer Philosophie sowie das Ratio  Studiorum. Von 1943 bis 1945 studierte er griechische und lateinische Klassiker. Nach dem Studium der Philosophie und Katholischen Theologie an der Päpstlichen Universität Gregoriana in Rom empfing er ebenda 1948 die Priesterweihe. Von 1950 bis 1954 absolvierte er ein Promotionsstudium der Politik- und Sozialwissenschaften an der Katholischen Universität Löwen und wurde mit einer Arbeit über die Probleme der Migration mit Auszeichnung promoviert.
1954 kehrte er nach Brasilien zurück und war von 1954 bis 2010 Professor an der soziologischen Fakultät der Päpstlichen Katholischen Universität von Rio de Janeiro (Pontifícia Universidade Católica do Rio de Janeiro PUC-Rio). Er lehrte Soziologie, Einführung in die Sozialwissenschaften, Ethik und christliche Soziallehre. 1955 gründete er die Fakultät für Soziologie, Politik und Wirtschaft, deren Dekan er bis 1967 war. 1964 wurde er außerdem Rektor der Universität. 1995 wurde er emeritiert.
1967 gründete er das Instituto Brasileiro de Desenvolvimento (IBRADES) in Rio, das brasilianische Institut für Entwicklung als Gegenstück des Instituto Latino-Americano de Desenvolvimento (ILADES) in Santiago de Chile. Er war zudem Berater der Bischofskonferenz von Brasilien (CNBB) sowie in zahlreichen Kommissionen in  Kirche, Wirtschaft und Politik vertreten.
De Ávila hatte wesentlichen Anteil an der Einführung in die Sozialwissenschaften und der Soziallehre der Kirche in Brasilien. Er war Gründer und Herausgeber der Zeitschrift Síntese Política, Econômica e Social (SPES), einem Journal für die Synthese in Politik, Wirtschaft und Sozialem. Er hat fünfzehn Bücher sowie zahlreiche Essays und Artikel veröffentlicht zu Themen wie der theoretischen Soziologie, brasilianische Probleme, Geschichte und Soziallehre der Kirche.
De Ávila starb am 6. November 2010 im Alter von 92 Jahren an Krebs.

## Schriften
- Economic Impacts of Immigration: The Brazilian Immigration Problem. Martinus Nijhoff, The Hague 1954.
- L'Immigration au Bresil. Contribution a une theorie generale de l'immigration. AGIR, 1956.
- Immigration in Latin America. A study made with the co-operation of the Intergovernmental Committee for European Migration. Pan American Union, 1964.
- Pequena enciclopédia de moral e civismo. Rio de Janeiro 1967.
- Introdução a Sociologia. AGIR, 1981.
- A Igreja e o estado na Constituinte. Centro Joao XXIII, IBRADES, 1986, ISBN 85-7004-073-3.
- Pequena enciclopédia de doutrina social da Igreja. Edições Loyola, São Paulo 1991, ISBN 85-15-00469-0.
- Solidarismo. Novera, 1997, ISBN 978-8572005173
- Folhas De Outono. Ética E Valores. Loyola, 2010, ISBN 978-8515023110.